# La terra dei giganti
La terra dei giganti (Land of the Giants) è una serie televisiva di fine anni '60, trasmessa in Italia negli anni '80.

## Trama
Nel 1983 un volo di linea suborbitale dagli Stati Uniti a Londra incontra una strana perturbazione atmosferica che causa un'avaria e costringe la navicella a un atterraggio di emergenza in piena notte. Passeggeri ed equipaggio sono incolumi, ma l'aeroporto di destinazione non risponde alla radio, e un gigantesco ragazzino solleva la navicella a mezz'aria, costringendola a una nuova ripartenza, solo per precipitare poco più in là, tra piante giganti e un minaccioso, gigantesco gatto. Sarà l'inizio di un'avventura mozzafiato su un pianeta del tutto simile alla Terra, ma dove tutto è di dimensioni di 12 volte superiori, retto da un apparente regime dittatoriale e con una tecnologia arretrata, rispetto alla Terra, collocabile intorno agli anni '50 del ventesimo secolo.

## Interpreti e personaggi
- Gary Conway	... 	Capitano Steve Burton (51 episodi, 1968-1970)
- Don Matheson	... 	Mark Wilson (51 episodi, 1968-1970)
- Stefan Arngrim	... 	Barry Lockridge (51 episodi, 1968-1970)
- Don Marshall	... 	Dan Erickson (51 episodi, 1968-1970)
- Deanna Lund	... 	Valerie Scott (51 episodi, 1968-1970)
- Heather Young	... 	Betty Hamilton (51 episodi, 1968-1970)
- Kurt Kasznar	... 	Alexander B. Fitzhugh (51 episodi, 1968-1970)

Edizione italiana
Direzione del doppiaggio di Carlo Cataneo e Mimmo Craig.
- Steve Burton: Natale Ciravolo
- Dan Erickson: Maurizio Trombini
- Valerie Scott: Rosetta Salata
- Betty Hamilton: Elda Olivieri
- Alexander B. Fitzhugh: Carlo Bonomi

## Episodi
La serie venne cancellata improvvisamente al termine della seconda stagione, probabilmente per via degli enormi costi di produzione. Non venne mai scritto nessun finale, lasciando quindi la totale incertezza sull'ipotetico ritorno dei protagonisti sul pianeta Terra.
| Stagione         | Episodi | Prima TV originale | Prima TV Italia |
| ---------------- | ------- | ------------------ | --------------- |
| Prima stagione   | 26      | 1968-1969          |                 |
| Seconda stagione | 25      | 1969-1970          |                 |